# Boy Genius Report
Boy Genius Report (también conocido por sus siglas BGR) es una web con información sobre tecnología que cubre temas que van desde dispositivos de consumo hasta entretenimiento, juegos y ciencia. Fundada en octubre de 2006 por la entidad web anónima Boy Genius (también llamado BG/BGR), la web se basaba anteriormente en ofrecer a la audiencia información anticipada sobre próximos teléfonos y dispositivos móviles antes que nadie. El 27 de abril de 2010, BGR fue adquirida por Penske Media Corporation.

## Recepción
BGR ha sido mencionado en muchas fuentes de noticias importantes, como el blog Digits de Wall Street Journal, ABC News, Reuters, The Huffington Post y CNBC. Ejemplos de la capacidad de BGR para ser el primero en informar de noticias sobre un dispositivo incluyen las primeras imágenes del sistema operativo móvil Android 2.0 en 2009 y la primera imagen reportada del Amazon Kindle 2 en 2008.
A partir de agosto de 2017, BGR alcanza más de 11 millones de visitantes únicos al mes.

## Boy Genius
Mientras dirigía BGR, Boy Genius mantuvo su identidad oculta. El 27 de abril de 2010, Boy Genius se reveló como Jonathan Geller, un desertor de la escuela secundaria de Greenwich, Connecticut, de 23 años, que nunca asistió a la universidad. Geller decidió permanecer anónimo al principio debido a las oportunidades de mercadotecnia que el anonimato le brindaban a él y a su web (a pesar de que su identidad era ampliamente conocida por muchas de las organizaciones cuya información estaba revelando). Cuando BGR se unió a Penske Media Corporation, Geller decidió que era mejor para él y para su web revelarse como fundador y editor jefe de la misma.